# Daniel Carcillo
Daniel Carcillo (* 28. ledna 1985, King City, Ontario, Kanada) je bývalý kanadský hokejový útočník naposledy hrající v týmu Chicago Blackhawks v severoamerické lize (NHL). S Chicagem získal dvakrát Stanley Cup v letech 2013 a 2015. Sportovní kariéru ukončil v roce 2015.

## Hráčská kariéra

### Amatérská a juniorská kariéra
V sezoně 2002-03 jako nováček v OHL nasbíral za Sarnii v 68 utkáních 66 bodů (29+37) a přidal 157 TM a po sezoně byl zařazen do 2. All-Star týmu nováčků OHL. V průběhu sezony 2004-05 byl vyměněn do Mississaugy, kde dohrál juniorskou kariéru. Celkem během 3 sezon v OHL odehrál 161 zápasů a nasbíral 152 bodů (69+83) a 420 trestných minut.

### Profesionální kariéra
Ve vstupním draftu NHL v roce 2003 si ho vybral Pittsburgh ve 3. kole (celkově jako 73. hráče). Mezi profesionály vstoupil v sezoně 2005-06, kterou strávil skoro celou v AHL a 6 utkání přidal v ECHL. V 51 utkáních nasbíral 24 bodů (11+13) a 311 TM. Stal se tak nejtrestanějším nováčkem AHL a 4. nejtrestanějším hráčem celkově.
Sezonu 2006–2007 zahájil také v AHL ve Wilkes-Barre/Scranton, ale pak byl vyměněn 27. února 2007 do Phoenixu společně se 3. kolem draftu 2008 za Georgese Laraquea a mohl zahájit kariéru v NHL. K prvnímu utkání v NHL nastoupil 3. března 2007 proti Columbusu a svůj první bod a gól zaznamenal 10. března v utkání proti Chicagu, když překonal Chabibulina. Celkem v sezoně odehrál za Phoenix 18 utkání, ve kterých nasbíral 74 trestných minut a také 7 bodů (4+3).
V sezoně 2007–2008 jej zranění omezily pouze na 57 utkání, ale i přes to si vytvořil osobní maxima v počtu gólů (13), asistencí (11), bodů (24) a trestných minut (324), která dosud nepřekonal. Jeho 324 TM bylo nejvíce v celé NHL, zároveň tak vytvořil nový rekord Phoenixu v počtu TM za sezonu. V utkání 3. listopadu 2007 proti Anaheimu dokázal nasbírat 34 TM (osobní rekord), když si vysloužil vyloučení za 2 bitky (2x5), sekání, napadení a 2 osobní tresty (2x10).
I v sezoně 2008–2009 byl nejtrestanějším hráčem celé NHL, tentokrát mu na to stačilo 254 TM. Během sezony byl 22× vyloučen na 5 minut za bitku (osobní rekord). Během uzávěrky přestupů v NHL 4. března 2009 byl vyměněn z Phoenixu do Philadelphie za Scottieho Upshalla a 2. kolo draftu 2011.
V sezoně 2009–2010 nastoupil k 76 utkáním a nasbíral 207 TM a 22 bodů (12+10). Byl nejtrestanějším hráčem Flyers, 4. celkově v NHL. V playoff nasbíral 6 bodů a 34 TM v 17 utkáních a pomohl Philadelphii dokráčet až do finále Stanley Cupu, kde ovšem bylo lepší Chicago.
V sezoně 2010–2011 celkem odehrál 57 utkání v nichž nasbíral jen 6 bodů (4+2) a 127 TM. O zbytek zápasů ho připravilo zranění, ale také role náhradníka na tribuně. Ve 4. utkání série 2. kole s Bostonem v přestávce mezi 1. a 2. třetinou předvedl agresivní a nepřípustné chování vůči rozhodčím za což byl následně suspendován na 2 zápasy v sezoně 2011-12. Po sezoně se měl stát chráněným volným hráčem, ale Philadelphia se rozhodla mu nenabídnout kvalifikační nabídku, která by musela mít hodnotu cca 1,18 milionu dolarů a tak se stal Carcillo volným hráčem. Hned 1. července 2012 podepsal roční smlouvu s Blackhawks s cap hitem 775 tisíc dolarů.
Za Blackhawks poprvé nastoupil ve 3. utkání sezony 2011–2012, když si odpykal trest z předchozí sezony. Na konci října byl opět suspendován na 2 zápasy. Krátce po návratu do sestavy pak v zápase proti Vancouveru 6. listopadu 2011 zaznamenal 1000. trestnou minutu v NHL. Poslední utkání sezony odehrál 2. ledna 2012, kdy se při faulu na Gilberta z Edmontonu zranil a musel podstoupit operaci levého kolena. Navíc byl za svůj zákrok potrestán zákazem startu v 7 utkáních. Celkem tedy odehrál v sezoně jen 28 utkání a nasbíral 11 bodů (2+9) a 82 TM. Blackhawks o jeho další služby projevili zájem a 11. března 2012 se obě strany dohodly na prodloužení smlouvy o 2 roky s cap hitem 825 tisíc dolarů.
Během výluky v NHL v sezoně 2012–2013 nikde nehrál. Po jejím skončení stihl odehrát jeden zápas a na měsíc ho vyřadilo zranění. Do konce základní části pak celkem odehrál 23 zápasů se 3 body (2+1) a pouhými 11 TM. V playoff se do sestavy Blackhawks vešel pouze 4x, ale i tak se mohl na konci radovat ze Stanley Cupu.
Ani ne měsíc po zisku Stanley Cupu ho Blackhawks 16. července 2013 vyměnili za podmíněnou volbu draftu 2015 do Los Angeles. Za Kings odehrál 26 zápasů a 4. ledna 2014 byl vyměněn do New York Rangers, kde sezonu dohrál. Celkem za oba týmy odehrál 57 zápasů a nasbíral 100 TM a také 5 bodů (4+1). V playoff odehrál za Rangers 8 zápasů v nichž nastřílel 2 góly. Ve 3. kole proti Montrealu fyzicky napadl čárového rozhodčího, když jej odváděl na trestnou lavici. Za tento incident byl automaticky suspendován na 10 zápasů. Trest mu byl na základě odvolání snížen na 6 zápasů, ale do finále proti svému bývalému týmu již nezasáhl.
Jako volný hráč podepsal 4. září 2014 zkušební smlouvu s Pittsburghem, kde si chtěl vybojovat novou smlouvu pro celou sezonu. Nakonec byl ale 2. října z kempu Penguins propuštěn a 3. října jej pozvali na zkoušku do kempu Blackhawks a vzápětí s ním i podepsali roční smlouvu s příjmem 550 tisíc dolarů.

## Reprezentační kariéra
Kanadu reprezentoval v roce 2003 na MS hráčů do 18 let v Rusku, kde se podílel 4 body a 33 TM (byl nejtrestanějším hráčem Kanady) v 7 utkáních na zisku mistrovského titulu.

## Klubové statistiky
| Sezona                 | Klub                           | Soutěž     | Základní část | Základní část | Základní část | Základní část | Základní část | Play off | Play off | Play off | Play off | Play off |
| Sezona                 | Klub                           | Soutěž     | Z             | G             | A             | B             | TM            | Z        | G        | A        | B        | TM       |
| ---------------------- | ------------------------------ | ---------- | ------------- | ------------- | ------------- | ------------- | ------------- | -------- | -------- | -------- | -------- | -------- |
| 2001–02                | Milton Merchants               | OPJHL      | 47            | 15            | 16            | 31            | 162           | —        | —        | —        | —        | —        |
| 2002–03                | Sarnia Sting                   | OHL        | 68            | 29            | 37            | 66            | 157           | 6        | 0        | 4        | 4        | 14       |
| 2003–04                | Sarnia Sting                   | OHL        | 61            | 30            | 29            | 59            | 148           | 4        | 1        | 2        | 3        | 12       |
| 2004–05                | Sarnia Sting                   | OHL        | 12            | 2             | 7             | 9             | 40            | —        | —        | —        | —        | —        |
| 2004–05                | Mississauga IceDogs            | OHL        | 20            | 8             | 10            | 18            | 75            | 5        | 3        | 1        | 4        | 18       |
| 2005–06                | Wilkes-Barre/Scranton Penguins | AHL        | 51            | 11            | 13            | 24            | 311           | 11       | 1        | 0        | 1        | 47       |
| 2005–06                | Wheeling Nailers               | ECHL       | 6             | 3             | 2             | 5             | 32            | —        | —        | —        | —        | —        |
| 2006–07                | Wilkes-Barre/Scranton Penguins | AHL        | 52            | 21            | 9             | 30            | 183           | —        | —        | —        | —        | —        |
| 2006–07                | Phoenix Coyotes                | NHL        | 18            | 4             | 3             | 7             | 74            | —        | —        | —        | —        | —        |
| 2007–08                | Phoenix Coyotes                | NHL        | 57            | 13            | 11            | 24            | 324           | —        | —        | —        | —        | —        |
| 2007–08                | San Antonio Rampage            | AHL        | 5             | 2             | 1             | 3             | 16            | —        | —        | —        | —        | —        |
| 2008–09                | Phoenix Coyotes                | NHL        | 54            | 3             | 7             | 10            | 174           | —        | —        | —        | —        | —        |
| 2008–09                | Philadelphia Flyers            | NHL        | 20            | 0             | 4             | 4             | 80            | 5        | 1        | 1        | 2        | 5        |
| 2009–10                | Philadelphia Flyers            | NHL        | 76            | 12            | 10            | 22            | 207           | 17       | 2        | 4        | 6        | 34       |
| 2010–11                | Philadelphia Flyers            | NHL        | 57            | 4             | 2             | 6             | 127           | 11       | 2        | 1        | 3        | 30       |
| 2011–12                | Chicago Blackhawks             | NHL        | 28            | 2             | 9             | 11            | 82            | —        | —        | —        | —        | —        |
| 2012–13                | Chicago Blackhawks             | NHL        | 23            | 2             | 1             | 3             | 11            | 4        | 0        | 1        | 1        | 6        |
| 2013–14                | Los Angeles Kings              | NHL        | 26            | 1             | 1             | 2             | 57            | —        | —        | —        | —        | —        |
| 2013–14                | New York Rangers               | NHL        | 31            | 3             | 0             | 3             | 43            | 8        | 2        | 0        | 2        | 22       |
| 2014–15                | Chicago Blackhawks             | NHL        | 39            | 4             | 4             | 8             | 54            | —        | —        | —        | —        | —        |
| NHL celkem             | NHL celkem                     | NHL celkem | 429           | 48            | 52            | 100           | 1233          | 45       | 7        | 7        | 14       | 97       |
| Konec hokejové kariéry |                                |            |               |               |               |               |               |          |          |          |          |          |

### Reprezentační statistiky
| 2003 | Kanada | MS18 | 7 | 2 | 2 | 4 | 33 |